# 人民民主 (爱尔兰)
人民民主（英語：People's Democracy，缩写为PD）是爱尔兰和北爱尔兰历史上的一个托洛茨基主义组织。该组织成立于1968年，起源自北爱尔兰民权运动。该组织认为，只有通过建立一个涵盖全爱尔兰的社会主义共和国，才能实现民权。与北爱尔兰民权协会相比，该组织要求对北爱尔兰政府进行更加激进的改革。1979年代，该组织转向托洛茨基主义，并与以都柏林为基地的争取社会主义共和国运动合并，随后成为第四国际爱尔兰支部。从1982年开始，该组织的许多积极分子转投新芬党。1996年，该组织改组为社会主义民主。